# Cal·límac (metge)
Cal·límac (en llatí Callimacus, en grec Καλλίμαχος) fou un metge grec deixeble d'Heròfil de Calcedònia que va viure al segle ii aC.
Zeuxis el menciona, segons diu Galè. Va escriure un llibre sobre Hipòcrates, ara desaparegut però citat per Erotià. Probablement és la mateixa persona de la que Plini el Vell diu que va escriure una obra titulada De Coronis a Naturalis Historia (21.9).